# Jin Satō
Jin Satō (佐藤 尽?, Satō Jin; Muroran, 27 settembre 1974) è un ex calciatore giapponese, di ruolo difensore.